# Волошка мармароська
Волошка мармароська, волошка мармарошська (Centaurea maramarosiensis) — вид рослин із родини айстрових (Asteraceae).

## Біоморфологічна характеристика
Багаторічна рослина (30)50–70 см заввишки. Листки досить тонкі, широколанцетні або ланцетно-еліптичні, на верхівці відтягнуто довго загострені, до основи помітно звужені, з двох сторін зелені, розсіяно павутино-шерстисті. Обгортка 20–25 мм завдовжки, 10–15(20) мм завширшки. Крайові квітки збільшені (до 4.5 см завдовжки), синьо-блакитні; серединні — 1.5–1.8 см завдовжки, фіолетово-лілові. Сім'янки ≈ 5 мм завдовжки, чубчик 1.5–2 мм завдовжки. Період цвітіння: червень — серпень.

## Середовище проживання
Зростає в Україні, Румунії, можливо Словаччині.
В Україні вид зростає у гірських ялиново-букових та ялинових лісах на висоті 600—1700 метрів н. р. м. — у Карпатах (Закарпатська, Чернівецька, Івано-Франківська області)